# Kosmajski partizanski odred
Kosmajski narodnooslobodilački partizanski odred „Rade Jovanović Radovan“ nastao je 31. srpnja 1941. godine izdvajanjem iz Kosmajsko-posavskog NOP odreda, formiranog 1-2. srpnja 1941. godine na planini Kosmaju. Do reorganizacije ovog partizanskog odreda došlo je jer su djelovanja posavskih četa bila usmjerena na područje Posavine, a kosmajskih na Podunavlje i okolinu Mladenovca. 
Prilikom osnivanja Kosmajsko-posavskog odreda, za zapovjednika je imenovan Koča Popović, a za njegovog zamjenika Rade Jovanović. Nakon osamostaljenja Kosmajskog odreda, za zapovjednika je postavljen Mile Todorović, profesor, a za političkog komesara Jovan Jerković, radnik. Kosmajski odred u početku imao je dvije čete s ukupno 94 borca, sredinom kolovoza narastao je na četiri čete, a početkom rujna imao je pet četa s oko 250 boraca. U rujnu 1941. godine Odred je ponio ime Radeta Jovanovića Radovana, u znak sjećanja na zamjenika zapovjednika odreda, koji je poginuo 25. rujna u blizini Sopota. On je kasnije proglašen za narodnog heroja. 
Kosmajski partizanski odred se krajem 1941. godine s partizanskim snagama povukao u Sandžak, ali se po naredbi Vrhovnog štaba, početkom 1942. godine vratio u Srbiju i u teškim borbama tijekom veljače razbijen na više skupina. Odred je ponovno formiran 6. svibnja 1943. godine kod sela Kovačevca.
Sredinom rujna 1944. godine Kosmajskom partizanskom odredu je pripojen Drugi tamnavsko-posavski bataljon i on je reorganiziran u Kosmajsku narodnooslobodilačku brigadu. Brigada je u listopadu ušla u sastav Šeste ličke proleterske divizije „Nikola Tesla“ i dobila naziv 22. srpska brigada. Zbog pretrpljenih gubitaka, na Srijemskom frontu, brigada je rasformirana 7. ožujka 1945. godine. Odlikovana je Ordenom narodnog oslobođenja sa zlatnim vijencem.

## Borbeni put Kosmajskog odreda
Kosmajski partizanski odred je po formiranju djelovao na planini Kosmaju, okolici Smedereva i Beograda i na komunikacijama Beograd-Mala Krsna, Beograd-Velika Plana i Beograd-Lajkovac. Od početka srpnja do početka kolovoza, Glavni štab NOPO Srbije se neko vrijeme nalazio na Kosmaju. U to vrijeme, Kosmaj je bio središte ustanka u Srbiji. Kosmajski partizani su pod vodstvom komandanta Koče Popovića 25. srpnja izveli istodobne sabotaže na vijaduktima kod Belog Potoka i kod Ralje. Most kod Belog Potoka raznijet je eksplozijom, a most kod Ralje znatno oštećen. Obje sabotaže prouzrokovale su prijekid prometa na neko vrijeme. 
Početkom kolovoza 1941. godine njemačke snage su u okviru antipartizanske operacije Baden opkolile Kosmaj sa svih strana i tijekom 8. i 9. kolovoza prokrstarile planinom. Na Kosmaju se tada nalazila samo Mladenovačka partizanska četa, s ukupno 27 boraca. U neravnopravnoj borbi protiv Nijemaca, poginulo je 13 partizana, a ostatak se uspio probiti iz obruča. Među poginulim partizanima nalazio se i narodni heroj Branko Krsmanović, španjolski borac i član Glavnog štaba NOP odreda Srbije. 
U Prvoj neprijateljskoj ofenzivi, nakon borbi s njemačkim 125. pješadijskim pukom, dijelovima 714. pješadijske divizije i nedićesvko-četničkim snagama istočno od Obrenovca, na Kosmaju, Rudniku i oko Gorenjeg Milanovca, Odred se krajem studenoga 1941. godine povukao, preko Zlatibora u Sandžak. 
Po naređenju Vrhovnog štaba NOP odreda Jugoslavije, početkom siječnja 1942. godine, prebacio se s oko 110 boraca na teritorij južno od Valjeva, a zatim se, vodeći neprestano teške borbe protiv njemačkih, nedićevskih i četničkih snaga probio na planinu Kosmaj. Nakon teške borbe, s daleko nadmoćnijim neprijateljem, u području sela Mirosaljci, Tulež i Prkosava, 22. veljače 1942. godine, razbijen je na više skupina. 
Kosmajski partizanski odred ponovno je formiran 6. svibnja 1943. godine, kod sela Kovačevca, od Kosmajske čete Prvog šumadijskog partizanskog odreda, Gročansko-podunavske četa i novih boraca. Tada je pri formiranju imao svega dvije čete s oko 60 boraca. Kroz uspješne akcije u podunavlju i na području Kosmaja, kao i vrlo aktivan politički rad na terenu, Odred je vrlo brzo narastao. Iz njegovog sastava izdvojeni su borci za Prvu četu Prvog šumadijskog bataljona, koji je 28. lipnja 1943. godine formiran u selu Garaši. Potom je 5. listopada dao jedan, a 28. listopada 1943. godine i drugi bataljun za Prvu šumadijsku brigadu. 
Dana 31. listopada 1943. godine Kosmajski partizanski odred je porazio dijelove Avalskog korpusa JVuO u okolini Baćevca. Tijekom noći 20./21. prosinca 1943. godine, Mihailovićevi četnici su, u suradnji s okupatorom, izvršili zloglasni pokolj u Vraniću nad obiteljima (ženama i djecom) boraca Kosmajskog odreda. 
Unatoč svemu Odred je i dalje rastao, pa su iz sastava Odreda, krajem travnja 1944. godine izdvojeni borci i za Drugu šumadijsku brigadu.

## Kosmajska brigada
Polovicom rujna 1944. godine od boraca Kosmajskog partizasnkog odreda i boraca Drugog posavsko-tamnavskog partizanskog bataljona, koji se iz Banata prebacio u Srbiju, formirana je u selu Drugovcu Kosmajska narodnooslobodilačka brigada. Na dan formiranja imala je tri bataljuna s oko 1.000 boraca. 
Brigada se najprije nalazila u Petoj krajiškoj, a potom od 8. listopada u Šestoj ličkoj proleterskoj diviziji „Nikola Tesla“. Od 2. listopada 1944. godine Kosmajska brigada je preimenovana u 22. srpsku narodnooslobodilačku brigadu.
Kosmajska brigada je krajem rujna 1944. godine vodila borbe s četnicima u selima Beljini, Lisoviću i Boždarevcu, kada je razbila četničku Gročansku i Lipovičku brigadu, a u listopadu je sudjelovala u borbama za oslobođenje Beograda. Potom je bila upućena na Srijemski front, gde je u studenome vodila borbe protiv Nijemaca kod sela Manđelosa i Matore šume. Krajem studenoga povučena je na odmor u Beograd, a od prosinca je ponovno bila na Srijemskom frontu. Brigada je zbog pretrpljenih gubitaka rasformirana 7. ožujka 1945. godine.

## Narodni heroji Kosmajskog partizanskog odreda
- Stjepan Abrlić Steva, politički komesar čete
- Milosav Vlajić, zamjenik komandanta Odreda
- Rade Jovanović Radovan, zamjenik komandanta odreda
- Božidarka Damjanović-Marković Kika, zamjenica političkog komesara
- Milorad Umjenović, borac-mitraljezac